# Âmes (roman)
Âmes : Histoire de la souffrance I est un roman de Tristan Garcia publié en janvier 2019 aux éditions Gallimard.

## Résumé
Le roman, dans cette première partie, se compose de onze récits autonomes, dont le personnage principal, différent, souffre, physiquement, mentalement, moralement. Les trois premiers ne sont pas humains. Tous les suivants sont humains, dans des cultures différentes. Chacun est déjà un peu différent des membres de son groupe. Tous sont reliés par une expérience extrême de la souffrance : épidémie, lèpre, chasse, dévoration, guerre, catastrophe, crucifixion, sénescence, sévices, désillusions… Tous pensent être liés à d'autres « âmes » des générations passées et à venir.

## Chapitres
1. Naissance de la souffrance (Quelque part, il y a 2 milliards d'années)
2. Le Ver (Quelque part sous la mer, il y a 530 millions d'années)
3. Juramaia (Quelque part sous la terre, il y a 160 millions d'années)
4. Front Haut (Quelque part en Europe, -39 000)
5. Ur (Mésopotamie, -2950)
6. Nostos (Méditerranée, -1251)
7. Huli Liu (Royaume de Wu, -479)
8. Cruciatur (Empire romain, 33)
9. Rāma (Empire Gupta, 336)
10. Soshi-Ka (Royaume de Wa, 587)
11. Attends-mon-retour (Ngaatjatjarra (en), 869)

## Éditions
- Âmes : Histoire de la souffrance, t. 1, Paris/61-Lonrai, Éditions Gallimard, coll. « Blanche », 2019, 720 p. (ISBN 978-2-07-279834-4)
- Âmes : Histoire de la souffrance, t. 1, Paris, Éditions Gallimard, coll. « Folio », 2023, 688 p. (ISBN 9782073005663)On trouve dans cette édition la note suivante : « Après l'écriture du volume suivant, ce premier tome a été entièrement revu, corrigé et par endroits réécrit par l'auteur ».

## Réception
La critique salue « l’ambitieuse entreprise littéraire de Tristan Garcia » : ça vit, ça souffre. « Fresque monumentale et épique ambitieuse, un récit métaphysique qui « et grâce à sa longueur » capture ce qui fait la condition humaine ».
Pour Florence Bouchy (Le Monde), « Tristan Garcia écrit l’histoire des vaincus et des sans-grade ».
Pour Alexandre Gefen, « Tristan Garcia se démultiplie pour accéder à l’un, individualise pour faire communauté, écrit les déchirements pour rêver les solidarités. Il s’agit alors pour le romancier de « renouer avec la confiance ».
Sur le site En attendant Nadeau : « Âmes, le nouveau roman de Tristan Garcia, frappe par son ambition : faire l’histoire d’une notion aussi unanimement partagée et diverse que la souffrance. Grâce au choix d’une forme profondément romanesque — onze chapitres pour autant d’histoires — le pari est réussi. En même temps qu’il explore les grandes questions du corps et de l’âme, de la solitude et de la finitude, chaque récit enchante par sa force et son humanité. « Et ce n’est pas fini » nous dit la dernière page. Les volumes 2 et 3 sont à venir. […] Le paradoxe est que ce roman se révèle enthousiasmant, profondément réjouissant et stimulant, parce que Tristan Garcia considère ses personnages souffrants de vaincus et d’humiliés avec humour et intelligence, humanité et compassion. Vis-à-vis de ces êtres disgraciés, puants, mutilés, voire monstrueux, de ces êtres qui tâtonnent, se trompent, échouent tout en développant des efforts colossaux pour survivre, c’est un sentiment de fraternité que nous fait ressentir l’auteur ».
Une première critique défavorable (NouvelObs) : « dans Âmes, l'auteur de 7 veut raconter l'histoire de la souffrance depuis le Big Bang. Le sujet est peut-être trop vaste pour faire un bon roman : suivre des vagabonds, des pauvres hères, des lépreux, des hommes castrés, vaincus, blessés — au lieu des sempiternels princes et guerriers légendaires — ».